# Rozmierz
Rozmierz (niem. Rosmierz, 1936-1945 Angerbach)– wieś w Polsce położona w województwie opolskim, w powiecie strzeleckim, w gminie Strzelce Opolskie.
W latach 1975–1998 miejscowość administracyjnie należała do ówczesnego województwa opolskiego. Po nowym podziale terytorialnym Polski na 16 województw, Rozmierz wciąż należy do województwa opolskiego.

## Zabytki
Do wojewódzkiego rejestru zabytków wpisane są:
- kościół par. pw. św. Michała, z XIV w., XVIII w., pocz. XX w.
- zbiorowa mogiła powstańców śląskich, na cmentarzu rzym.-kat., z 1921 r.
- średniowieczne grodzisko - Rejestr NID - numer  rejestru - A-143/68 z 1968-03-30; A-143/68 z 1984-04-25 (stanowisko 1)

## Osoby związane z Rozmierzą
- Piotr Gaszowiec – lekarz, astronom
- Jan Goczoł – poeta, parlamentarzysta
- Gabriela Mrohs-Czerkawski – koszykarka, reprezentantka Polski i medalistka mistrzostw Niemiec.